# Serixia rufobasipennis
Serixia rufobasipennis là một loài bọ cánh cứng trong họ Cerambycidae.